# 宋史藝文志
《宋史藝文志》 是《宋史》中的一個專門章節主要記載宋代各種書籍、著作的目錄，包括經、史、子、集等類別。農學、醫學、天文學等領域的書籍亦有收錄。由元·脫脫等人著作，終於元代成書。其將呂夷簡等編的《三朝國史藝文志》王姓古人等編的《兩朝國史藝文志》李燾等編的《四趄國史藝文志》高宗、孝宗、光宗、寧宗四朝的《中興國史藝文志》刪減合併而成，由於時間倉促，存在不少問題，如重複、錯誤、遺漏等。

## 收錄範圍
《宋史藝文志》收錄了宋代幾乎所有種類的書籍，包括經、史、子、集四部之外，也收入了詩歌、散文、小說、藝術等種類。如《資治通鑑》、《新五代史》等。但因宋朝書籍之多，難以盡收，仍有餘漏之處。其涉及的詩人（僧人），其活躍時期從晉代開始，一直延續到宋代，歷經數個朝代，人數累積達六、七十人。如晉惠遠《廬山集》、僧安綬《雁蕩山集》、僧可朋《玉壘集》等多首詩。

## 體例分類
經部
共分《易》《書》《詩》《禮》《樂》《春秋》《孝經》《論語》《經解》《小學》十大類。
史部
分為13類，分別為正史，職官，故事，傳記，儀注，刑法，目錄，地理，譜牒，編年，霸史，史鈔，別史等。
子部
包括儒家、道家、法家、名家、墨家、縱橫家、雜家、農家、醫家、兵家、小說家、術數家、方技家等。
集部
包括《楚辭》、別集、總集和詩文評、詞、曲等。